# Autonomní území
Autonomní území nebo jen autonomie je územní celek, spravovaný odlišně a s vyšším rozsahem samosprávy. Autonomní územní je součástí unitárního státu a není subjektem federace, i když může být jejím předstupněm.

## Právní rámec
Autonomie je stav, kdy mají orgány některých administrativně-územních jednotek širší výkonné nebo zákonodárné pravomoci, než orgány ostatních územních jednotek na stejné hierarchické úrovni. Důvody k autonomii mohou být etnické, náboženské, prostorové (např. odlehlá území) nebo historické (tradiční územní jednotky). V těchto případech může být pro centrální orgány státu efektivnější předat dané autonomní jednotce řešení specifických otázek spjatých s její odlišností od zbytku státu, než je náročně zohledňovat v celostátním měřítku. Autonomie se nikdy nevztahuje na všechny sféry činnosti státu, ale zpravidla jen na řešení konkrétního výčtu otázek (např. kulturních, školských a jazykových záležitostí). Unitární státy, které mají na svém území autonomní útvary, se označují jako diferencované státy. V jednom státě se může existovat více autonomních území s různým rozsahem autonomních pravomocí a působnosti, například silnější postavení Skotska než Walesu v Británii.

## Příklady
Příklady autonomních území:
- Dánsko – Grónsko, Faerské ostrovy
- Finsko – Alandské ostrovy
- Francie – Korsika
- Itálie – Autonomní regiony v Itálii
- Portugalsko – Azory, Madeira
- Řecko – mnišská republika Athos
- Spojené království – Skotsko, Severní Irsko, ostrov Man, Wales
- Čína – Tibet, Vnitřní Mongolsko, Hongkong, Macao.
- USA - Indiánské kmeny
- Palestinská autonomie

V období 1920-1938 mělo Československo také své autonomní části Podkarpatská Rus (fakticky až od 1938) a Slovensko v období 1938–1939 a 1945–1968.